# Trinitit

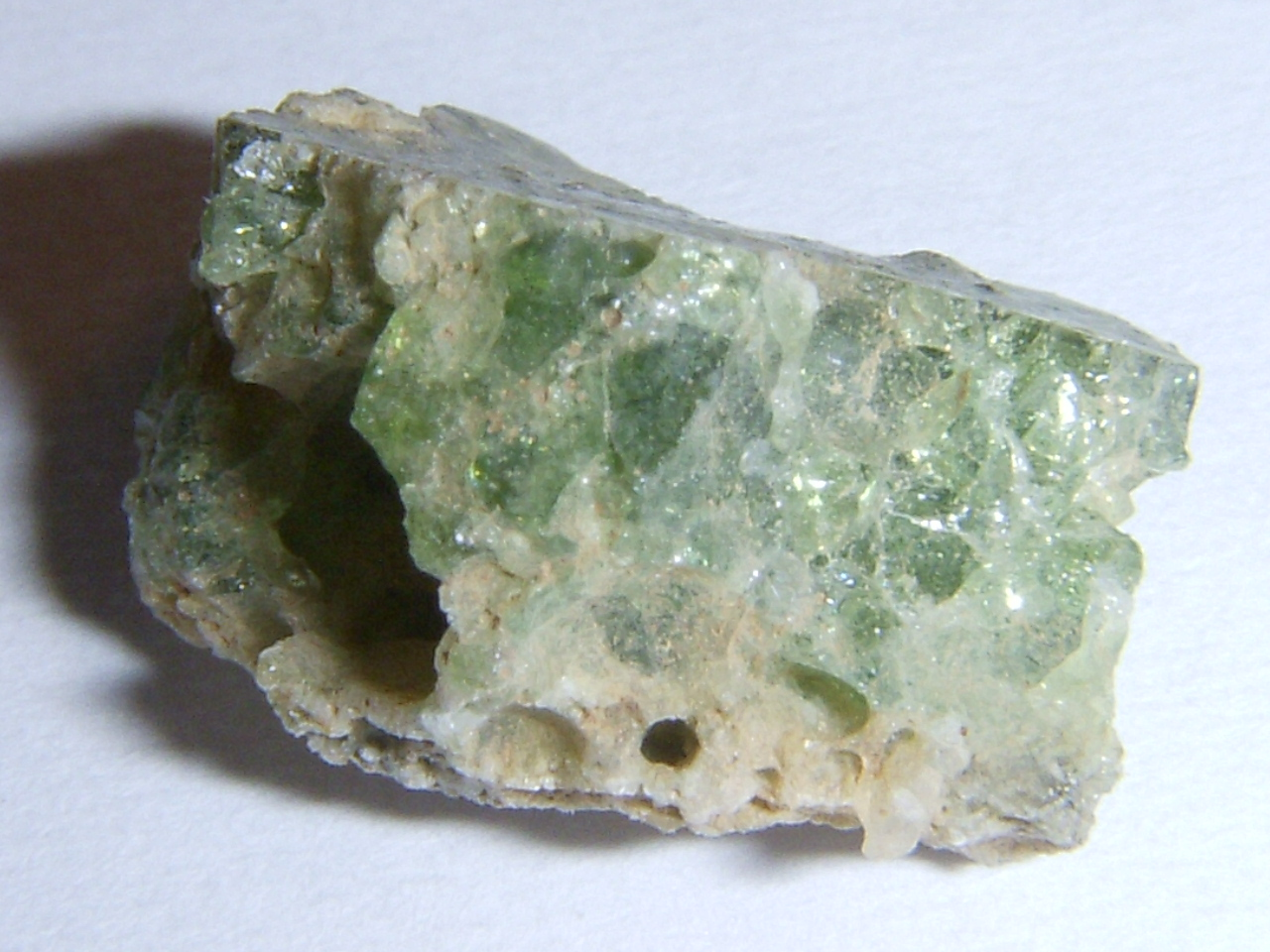
Trinitit sett från sidan.

Trinitit, även känd som atomsit eller Alamogordo-glas, kallas den glasartade substans som uppstår på ökenmarken efter en plutoniumbaserad kärnvapensprängning över jord i miljöer med kiselhaltig sand. Namnet kommer av Trinity utanför Alamogordo i New Mexico där världens första kärnvapenprovsprängning ägde rum 1945. Glaset består främst av arkosisk sand som består av kvartskorn och fältspat (både mikroklin och mindre mängd plagioklas med liten mängd kalcit, hornblände och augit i en matris av sandig lera) som smältes av atomsprängningen. Det beskrevs första gången akademiskt i American Mineralogist 1948.
Den är vanligtvis ljusgrön, även om röd trinitit också hittades på en del av sprängplatsen, och sällsynta bitar av svart trinitit bildades. Den är svagt radioaktiv men säker att hantera. Delar av materialet fanns kvar på Trinityplatsen 2018, även om det mesta av det schaktades bort och begravdes av Atomic Energy Commission 1953. 

## Bildning

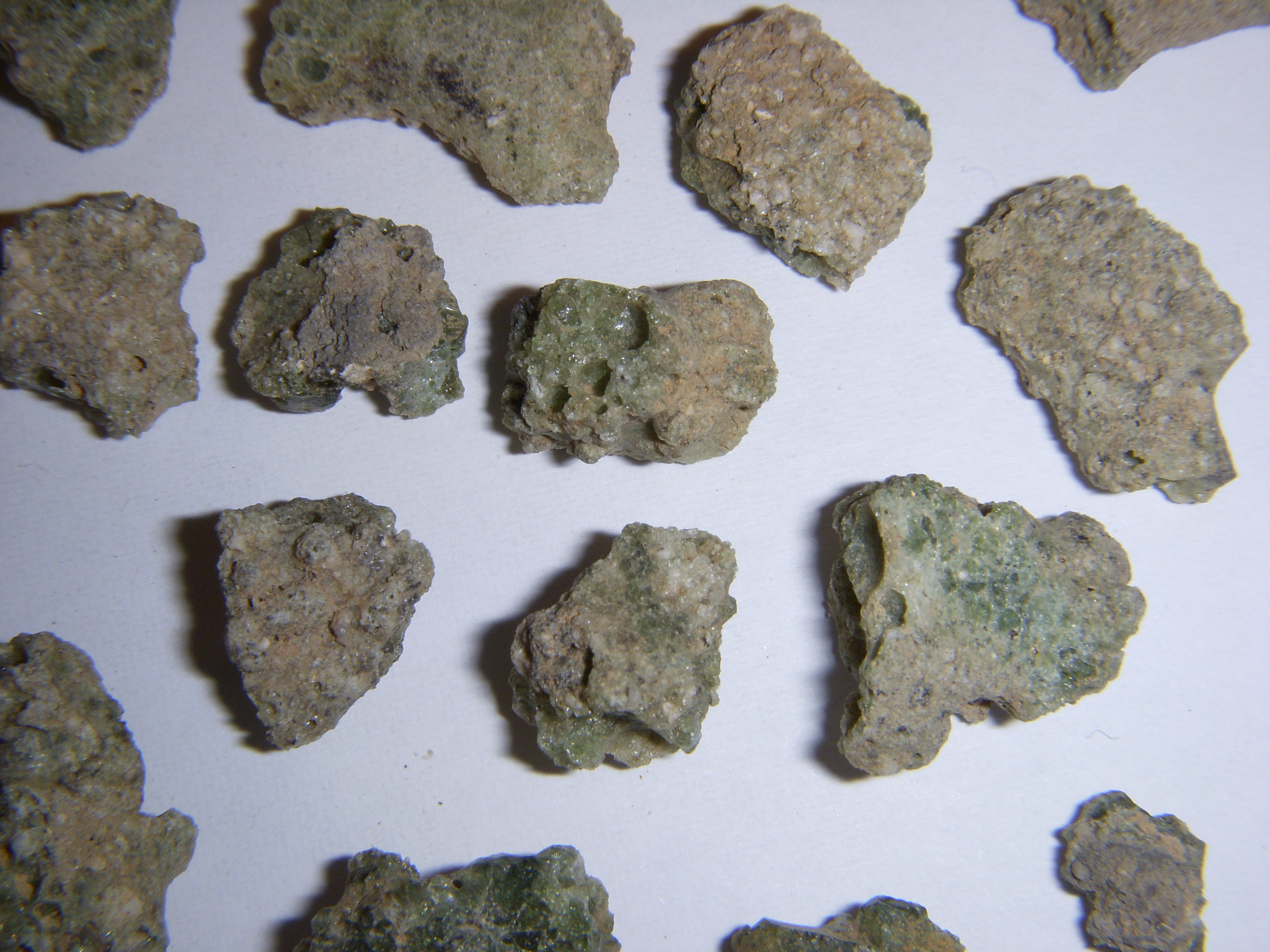
Bitar av trinitit

År 2005 teoretiserades mineralet av forskaren Robert E. Hermes vid Los Alamos National Laboratory och den oberoende utredaren William Strickfaden, att mycket av mineralet bildades av sand som drogs upp inuti eldklotet och sedan regnade ner i flytande form.
Uppskattningsvis 4 300 gigajoule (4,3×1019 erg) värmeenergi gick åt till att bilda glaset. Eftersom den temperatur som krävdes för att smälta sanden till den observerade glasformen var cirka 1 470 °C, uppskattades detta ha varit den lägsta temperaturen som sanden utsattes för. Material inuti sprängeldklotet överhettades i uppskattningsvis 2–3 sekunder innan stelning. Relativt flyktiga grundämnen som zink finns i minskande mängder ju närmare trinititen bildades explosionens centrum. Ju högre temperatur, desto mer avdunstade dessa flyktiga element och fångades inte upp när materialet stelnade.
Detonationen lämnade stora mängder trinitit utspridda runt kratern, och Time skrev i september 1945 att platsen såg ut som "en sjö av grön jade", medan "glaset tar konstiga former – skeva kulor, knubbiga ark en kvartstums tjocka, trasiga, tunnväggiga bubblor, gröna, maskliknande former." Närvaron av rundade, pärlliknande former tyder på att en del material smälte efter att ha kastats upp i luften och landat redan bildat, snarare. än att stanna kvar på marknivå och smälta där. Annan trinitit som bildas på marken innehåller inneslutningar av infunderad sand. Denna trinitit kyldes snabbt på sin övre yta, medan den nedre ytan överhettades.

## Kemisk sammansättning

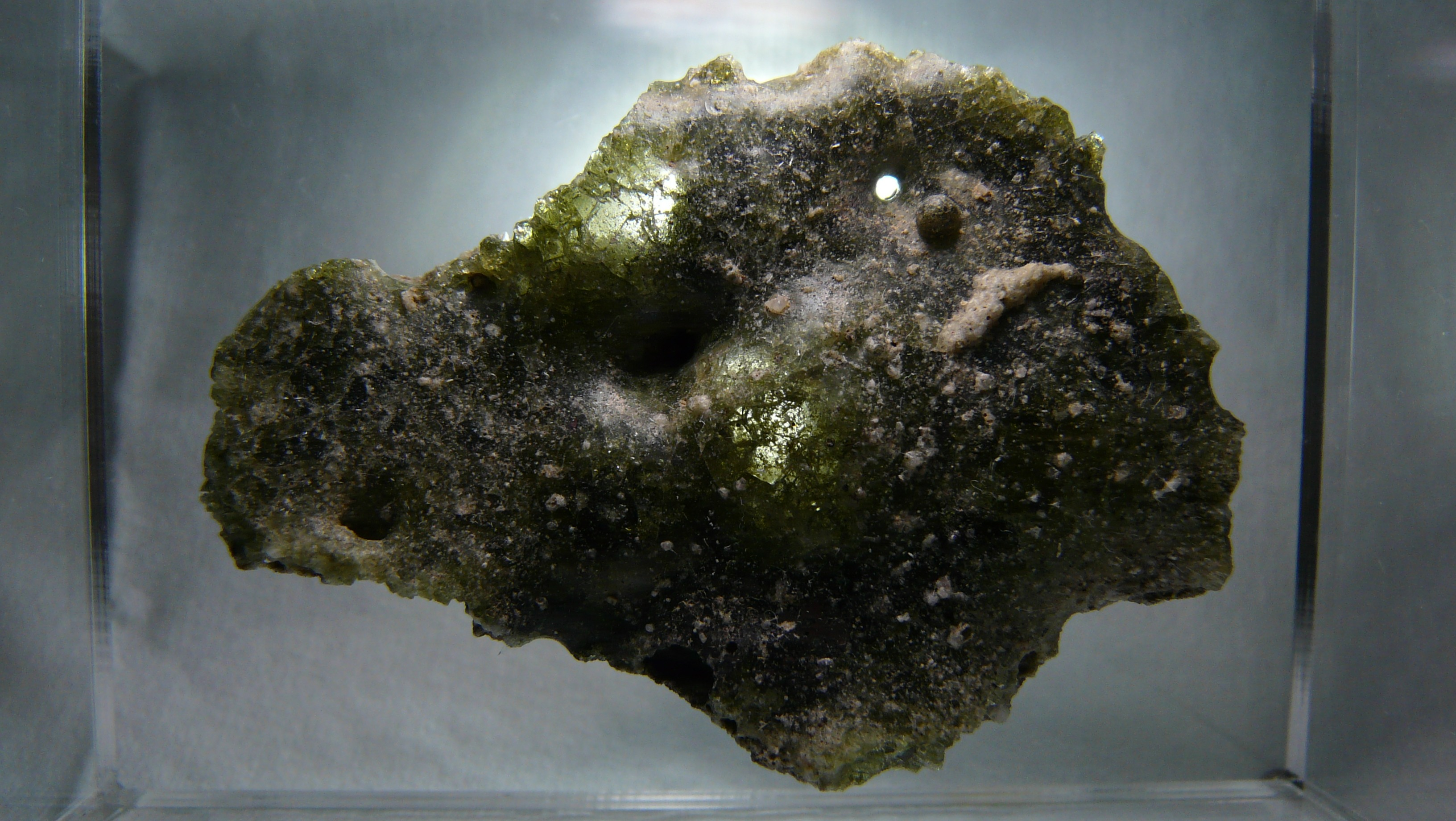
Ett nästan ihåligt prov av trinitit bakgrundsbelyst för att visa ljus som passerar genom materialet

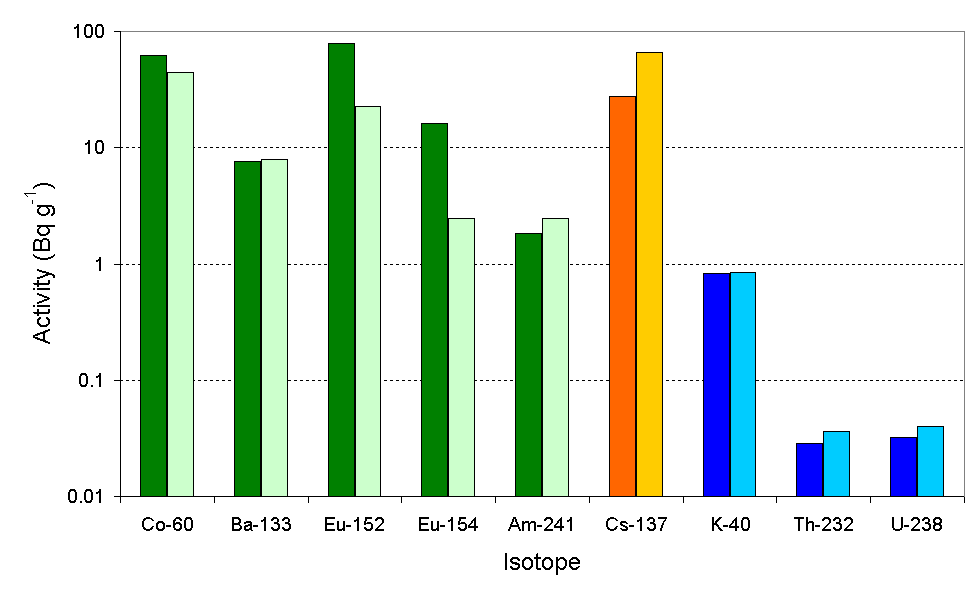
Nivåer av radioaktivitet i trinityglaset vid tidpunkten för explosionen från två olika prover mätt med gammaspektroskopi på glasklumpar

Den kaotiska karaktären av skapandet av trinitit har resulterat i variationer i både struktur och sammansättning. Glaset har beskrivits som "ett lager en till två centimeter tjockt, med den övre ytan markerad av ett mycket tunt stänk av damm som föll på det medan det fortfarande var smält. I botten finns en tjockare film av delvis smält material, som graderar in i jorden som det härrörde från. Färgen på glaset är en blek flaskgrön, och materialet är extremt vesikulärt med storleken på bubblorna som sträcker sig till nästan hela tjockleken av exemplaret." Den vanligaste formen av trinitit är gröna fragment av 1–3 cm tjocka, släta på ena sidan och grova på den andra. Detta är trinitit som svalnade efter att ha landat, fortfarande smält, på ökenmarken.
Cirka 30 procent av trinititen är tomrum, även om mängderna varierar kraftigt mellan proverna. Trinitit uppvisar olika andra defekter såsom sprickor. I trinitit som svalnade efter landning innehåller den släta övre ytan ett stort antal små vesiklar medan det nedre grova lagret har lägre vesikeldensitet men större vesiklar. Den är främst alkalisk.
En av de mer ovanliga isotoper som finns i trinitit är en bariumneutronaktiveringsprodukt, bariumet i Trinityenheten kommer från den långsamma explosiva linsen som används i enheten, känd som Baratol. Kvarts är det enda överlevande mineralet i de flesta trinititer. Trinitit innehåller inte längre tillräckligt med strålning för att vara skadlig om den inte sväljs. Den innehåller fortfarande radionukliderna 241Am, 137Cs och 152Eu på grund av att Trinitytestet utfördes med en plutoniumbomb.

## Variationer
Det finns två former av trinititglas med olika brytningsindex. Glaset med lägre index består till stor del av kiseldioxid, medan varianten med högre index har blandade komponenter. Röd trinitit finns i båda varianterna och innehåller glas rikt på koppar, järn och bly samt metallkulor. Svart trinitits färg är ett resultat av att den är rik på järn.
I en studie publicerad 2021 visade sig ett prov av röd trinitit innehålla en tidigare oupptäckt komplex kvasikristall, den äldsta kända konstgjorda kvasikristallen, med en symmetrigrupp i form av en ikosaeder. Den består av järn, kisel, koppar och kalcium.Kvasikristallens struktur visar femfaldig rotationssymmetri.  Kvasikristallforskningen leddes av geologen Luca Bindi vid universitetet i Florens och Paul Steinhardt, efter att han teoretiserade att röd trinitit sannolikt skulle innehålla kvasikristaller eftersom de ofta innehåller element som sällan kombineras. Strukturen har formeln Si61Cu30Ca7Fe2. Ett enda 10 μm korn upptäcktes efter tio månaders arbete med att undersöka sex små prover av röd trinit.

## Kulturell påverkan

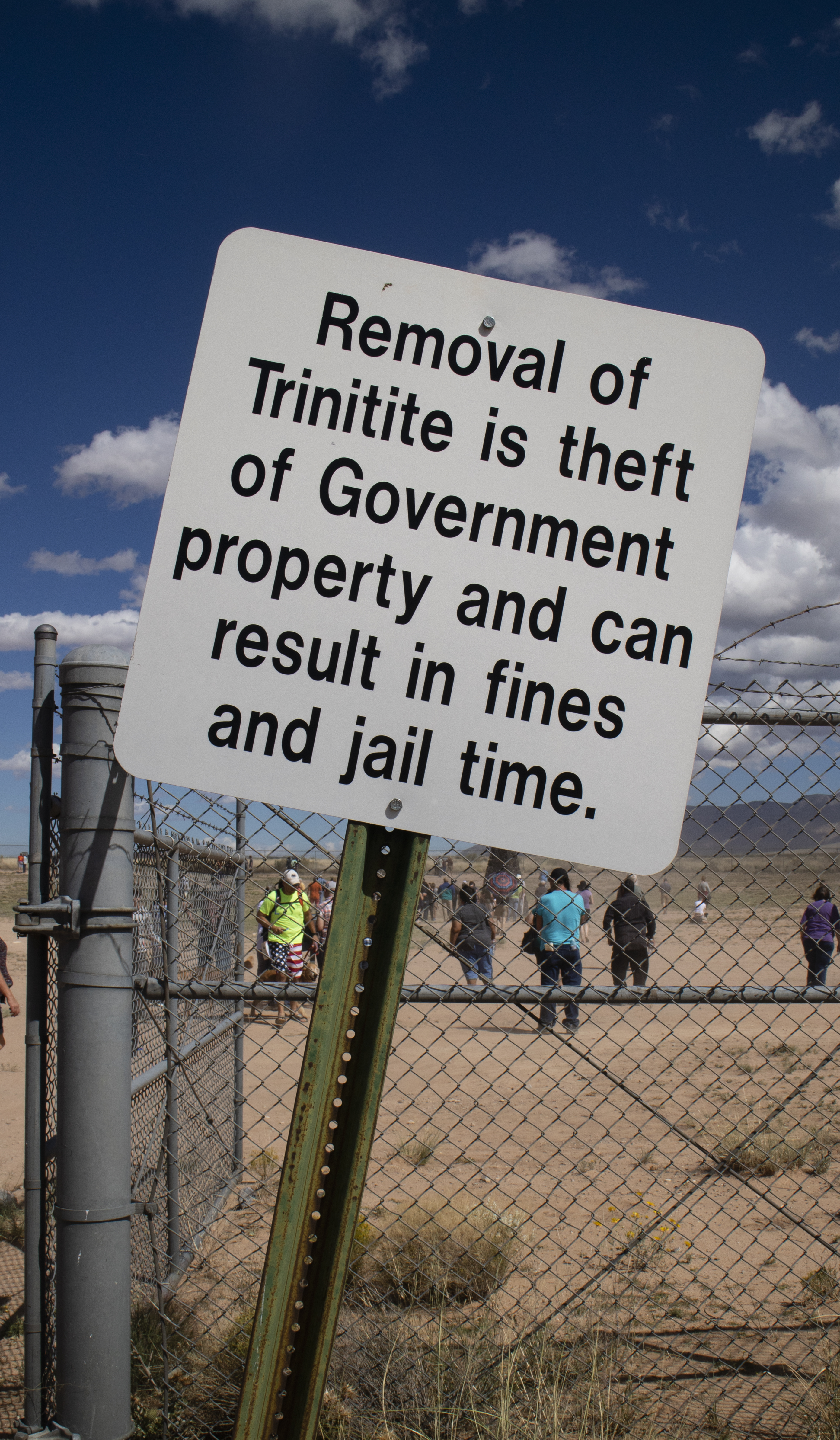
Skylt vid testplatsen som varnar för att det är olagligt att samla in trinitit från platsen

Trinitit ansågs från början inte anmärkningsvärt i samband med kärnvapenprovet och det pågående kriget, men när kriget slutade började besökarna lägga märke till glaset och samla in det som souvenirer. Under en tid trodde man att ökensanden helt enkelt hade smält från eldklotet och inte var särskilt farlig. Således marknadsfördes den 1945 som lämplig för användning i smycken och 1946. Det är nu olagligt att ta det återstående materialet från platsen, varav mycket har tagits bort av den amerikanska regeringen och begravts någon annanstans i New Mexico; dock är material som togs före detta förbud fortfarande i händerna på samlare och lagligt tillgängligt i mineralaffärer. Förfalskad trinitit finns också på marknaden; Trinititens autenticitet kräver vetenskaplig analys. Det finns prover i National Museum of Nuclear Science and History, Smithsonian National Museum of Natural History, New Mexico Farm and Ranch Heritage Museum, och Corning Museum of Glass.  National Atomic Testing Museum rymmer en pappersvikt som innehåller trinitit. I Storbritannien har Science Museum Groups samling ett trinititprov, liksom Canadian War Museum i Kanada.
SETI-institutet, som försöker hitta och undersöka tecken på intelligent liv på andra håll i rymden, konstaterade 2021 att trinitit skulle införas i deras bibliotek av objekt kopplade till "transformationsögonblick" av potentiellt intresse för intelligenta utomjordingar. Skulpturen Trinity Cube av Trevor Paglen, som ställdes ut 2019 på Museum of Contemporary Art San Diego som en del av en temasamling av Paglens konst med titeln Sights Unseen, är delvis gjord av trinitit. 1988 års konstverk Trinitite, Ground Zero, Trinity Site, New Mexico av fotografen Patrick Nagatani finns på Denver Art Museum.